# Carlos Augusto Strazzer
Carlos Augusto Strazzer (ur. 4 sierpnia 1946 w São Paulo, zm. 19 lutego 1993 w Petrópolis) – brazylijski aktor i reżyser telewizyjny i filmowy, piosenkarz.
Brał udział w przedstawieniach, w tym Cmentarz samochodów (Cemitério de Automóveis) Fernando Arrabala, O Balcão Jeana Geneta i wyprodukowanych przez Ruth Escobar, Moratorium Jorge’a Andrade, jednym z największych sukcesów na scenie Rio lat 80. – musicalu Evita oraz Niebezpieczne związki Choderlosa de Laclosa.
Stał się jednak najbardziej znany z ról złoczyńców lub tajemniczych i mistycznych postaci w operach mydlanych i miniserialach TV Globo, TV Tupi, Rede Manchete, TV Bandeirantes i TV Record.
Grał w filmach takich jak Gaijin – Ścieżki wolności (Gaijin – Os Caminhos da Liberdade, 1980), Nie noszę czarnego krawata (Eles não usam black-tie, 1981), Przepraszam, mam zamiar walczyć (Com Licença, Eu Vou à Luta, 1986), Tajemnica uczelnu Brazylii (Mistério no Colégio Brasil, 1988), szczególne interesy w międzynarodowej produkcji Paula Mazursky’ego Dyktator z Paradoru (Moon Over Parador, 1987) u boku Richarda Dreyfussa oraz dokumentalnych.
Zmarł w 1993 roku, w wieku 46. lat, z powodu powikłań oddechowych związanych z AIDS. Jeden z jego synów, Fábio Strazzer był częścią zespołu zarządzającego TV Globo.

## Wybrana filmografia
- 1991 – O Sorriso do Lagarto jako Peçanha
- 1989 – O Cometa (Kometa) jako Habib
- 1989 – Que Rei Sou Eu? jako Crespy Aubriet
- 1987 – Mandala jako Argemiro
- 1986 – Mania de Querer jako Ângelo
- 1984 – Livre para Voar jako Danilo
- 1983 – Champagne jako Ronaldo
- 1983 – Moinhos de Vento (Wiatraki) jako Leandro
- 1981 – Jogo da Vida (Gra życia) jako Adriano Sales
- 1980 – Coração Alado jako Piero Camerino
- 1978 – O Direito de Nascer jako Alberto Limonta (Albertinho)
- 1977 – O Profeta (Prorok) jako Daniel do Prado
- 1977 – Éramos Seis jako Carlos
- 1976 – O Julgamento (Proces) jako narrator
- 1975 – Ovelha Negra jako Alberto
- 1972 – Vitória Bonelli jako Walter
- 1971 – Os Deuses Estão Mortos (Bogowie nie żyją) jako Gabriel
- 1970 – As Pupilas do Senhor Reitor (Uczniowie rektora) jako Manuel do Alpendre